# プリティミスチヴァス
プリティミスチヴァス（Pretty Mischievous、2020年2月7日 - ）は、アメリカ合衆国の競走馬。主な勝ち鞍は2023年のケンタッキーオークス、エイコーンステークス、テストステークス。

## 戦績

### 2歳（2022年）
9月18日チャーチルダウンズ競馬場ダート6.5ハロンの未勝利戦でデビュー勝ちを収めると、続く10月30日チャーチルダウンズ競馬場ダート7ハロンの一般戦も勝利して2連勝とする。重賞初挑戦となった11月26日のG2ゴールデンロッドステークスではフージャーフィリーの3着に敗れるも、年末の準重賞アンタパブルステークスを制して2歳シーズンを終える。

### 3歳（2023年）
2月18日のG2レイチェルアレクサンドラステークスでは道中3番手追走から直線へ向くと、逃げ粘るミラクルとの激しい叩き合いを3/4差で退け重賞初制覇を果たす。3月25日のG2フェアグラウンズオークスでは早めに抜け出すも、後方から追い込んできたサウスローンにかわされて2着に敗れる。5月5日に行われたケンタッキーオークスでは道中好位追走から直線で抜け出すと、最後はギャンブリングガールの追撃を首差で振り切りG1競走初制覇を果たした。続く6月10日のエイコーンステークスでは中団から鋭く抜け出すと最後はドースヴェイダーとの叩き合いを頭差で制しG1競走2連勝とする。8月5日のテストステークスでは後方2番手追走から直線で追い込んでくると、先に仕掛けたクリアリーアンヒンジドを頭差で捕えG1競走3勝目をマークした。9月23日のコティリオンステークスでは後方追走から3コーナーで一気に進出するも逃げるシーリングクラッシャーを捕え切れず2着に敗れた。なお、この年の活躍が評価され、エクリプス賞最優秀3歳牝馬のタイトルを獲得した。

### 4歳（2024年）
5月3日のラトロワンヌステークスで3着に終わると、続くオグデンフィップスステークスではランダマイズドから4馬身半差の3着と完敗する。8月3日のクレメント・L・ハーシュステークス5着を最後に現役を引退、ゲインズボローファームで繁殖牝馬となる。

## 血統表
| プリティミスチヴァスの血統      | プリティミスチヴァスの血統       | プリティミスチヴァスの血統 | （血統表の出典）    | （血統表の出典） |
| 父系                            | ストームキャット系               | ストームキャット系         | ストームキャット系  |                  |
| 父 Into Mischief 2005 鹿毛      | 父の父Harlan's Holiday 1999 鹿毛 | Harlan                     | Storm Cat           | Storm Cat        |
| 父 Into Mischief 2005 鹿毛      | 父の父Harlan's Holiday 1999 鹿毛 | Harlan                     | Country Romance     |                  |
| 父 Into Mischief 2005 鹿毛      | 父の父Harlan's Holiday 1999 鹿毛 | Christmas in Aiken         | Affirmed            | Affirmed         |
| 父 Into Mischief 2005 鹿毛      | 父の父Harlan's Holiday 1999 鹿毛 | Christmas in Aiken         | Dowager             |                  |
| 父 Into Mischief 2005 鹿毛      | 父の母Leslie's Lady 1996 鹿毛    | Tricky Creek               | Clever Trick        | Clever Trick     |
| 父 Into Mischief 2005 鹿毛      | 父の母Leslie's Lady 1996 鹿毛    | Tricky Creek               | Batte Creek Girl    |                  |
| 父 Into Mischief 2005 鹿毛      | 父の母Leslie's Lady 1996 鹿毛    | Crystal Lady               | Stop The Music      | Stop The Music   |
| 父 Into Mischief 2005 鹿毛      | 父の母Leslie's Lady 1996 鹿毛    | Crystal Lady               | One Last Bird       |                  |
| 母 Pretty City Dancer 2014 芦毛 | 母の父Tapit 2001 芦毛            | Pulpit                     | A.P. Indy           | A.P. Indy        |
| 母 Pretty City Dancer 2014 芦毛 | 母の父Tapit 2001 芦毛            | Pulpit                     | Preach              |                  |
| 母 Pretty City Dancer 2014 芦毛 | 母の父Tapit 2001 芦毛            | Tap Your Heels             | Unbridled           | Unbridled        |
| 母 Pretty City Dancer 2014 芦毛 | 母の父Tapit 2001 芦毛            | Tap Your Heels             | Ruby Slippers       |                  |
| 母 Pretty City Dancer 2014 芦毛 | 母の母Pretty City 1998 鹿毛      | Carson City                | Mr. Prospector      | Mr. Prospector   |
| 母 Pretty City Dancer 2014 芦毛 | 母の母Pretty City 1998 鹿毛      | Carson City                | Blushing Promise    |                  |
| 母 Pretty City Dancer 2014 芦毛 | 母の母Pretty City 1998 鹿毛      | Pretty Special             | Riverman            | Riverman         |
| 母 Pretty City Dancer 2014 芦毛 | 母の母Pretty City 1998 鹿毛      | Pretty Special             | Snobishness         |                  |
| 母系(F-No.)                     | (FN:1-x)                         | (FN:1-x)                   | (FN:1-x)            |                  |
| 5代内の近親交配                 | Mr. Prospector：4×5              | Mr. Prospector：4×5        | Mr. Prospector：4×5 |                  |